# 恋のほのお
「恋のほのお」（原題： Love Grows (Where My Rosemary Goes)）は、英国のグループ、エジソン・ライトハウスが1970年に発表したデビュー・シングル。セッション・シンガーのトニー・バロウズがリード・ボーカルを務めた一連のヒット曲のひとつ。

## 概要
ホワイト・プレインズの「恋に恋して」が録音された直後の1969年11月に制作された。エジソン・ライトハウスは本作品をトニー・バロウズに歌わせるために作られたスタジオ・グループであった。
1970年1月9日、シングルA面曲として発売された。全英シングルチャートで5週連続で1位を獲得。同年3月28日から4月4日にかけてビルボード・Hot 100で5位を記録し、1970年の年間チャートの40位を記録した。またカナダ（RPM）では3位、オーストラリアでは2位、南アフリカ共和国では3位を記録するなど世界的にヒットし、ゴールドディスクに輝いた。
作者の一人のトニー・マコーレイは、ザ・ファウンデーションズの「星のベイビー（Baby Now That I've Found You）」と「恋の乾草（Build Me Up Buttercup）」、フィフス・ディメンションの「夢の消える夜（(Last Night) I Didn't Get to Sleep at All）」、デヴィッド・ソウルの「やすらぎの季節（Don't Give Up on Us）」などのヒット曲を書いたことで知られる。